# Соболево (Московская область)
Со́болево — деревня в Московской области России. Входит в Орехово-Зуевский городской округ. Население — 1273 чел. (2010).

## Расположение
Деревня Соболево расположена в юго-западной части Орехово-Зуевского района, примерно в 34 км к юго-западу от города Орехово-Зуево. В 0,2 км к югу от деревни протекает река Нерская. Высота над уровнем моря 115 м.
Деревня связана автобусным сообщением с городом Куровское и с железнодорожной платформой Шевлягино Казанского направления,также на Егорьевском шоссе останавливаются автобусы от метро "Котельники",следующие в Шатуру,Куровское, Егорьевск,Радовицкий,прямого сообщения с райцентром нет.

## Название
Название связано с некалендарным личным именем Соболь.

## История
В 1926 году деревня являлась центром Соболевского сельсовета Карповской волости Богородского уезда Московской губернии, имелась школа 1-й ступени, изба-читальня, артель ручных ткачей, а также две лавки.
С 1929 года — населённый пункт в составе Куровского района Орехово-Зуевского округа Московской области, с 1930-го, в связи с упразднением округа, — в составе Куровского района Московской области. В 1959 году, после того как был упразднён Куровской район, деревня была передана в Орехово-Зуевский район.
До 2006 года Соболево было центром Соболевского сельского округа Орехово-Зуевского района.
С 2006 до 2018 гг. было центром сельского поселения Соболевское.

## Население
В 1926 году в деревне проживало 1584 человека (691 мужчина, 893 женщины), насчитывалось 330 хозяйств, из которых 323 было крестьянских. По переписи 2002 года — 1223 человека (574 мужчины, 649 женщин).
| 1926 | 2002  | 2006  | 2010  |
| ---- | ----- | ----- | ----- |
| 1584 | ↘1223 | ↗1316 | ↘1273 |